# Lokator (Doktor Who)
Lokator (ang. The Lodger) – jedenasty odcinek piątej serii brytyjskiego serialu science-fiction Doktor Who. Premiera odbyła się 12 czerwca 2010 roku na kanale BBC One i BBC HD o godz. 18:45 czasu brytyjskiego. Scenariusz dla tej historii został napisany przez Garetha Robertsa, który w 2006 roku napisał komiks dla Doctor Who Magazine, na którym opierał się ten odcinek. Reżyserem została Catherine Morshead. Polska premiera odbyła się 16 września 2011.
Producent wykonawczy, Steven Moffat był fanem oryginalnego komiksu Robertsa i uznał, że jego ekranizacja w piątej serii byłaby dobrym pomysłem. Na potrzeby odcinka Gareth Roberts zamienił wiele elementów odcinka. Odcinek był w ostatnim bloku produkcyjnym piątej serii wraz z odcinkiem Wybór Amy. „Lokatora” oglądało 6,44 miliona widzów, najmniej z całej piątej serii. Odcinek dostawał mieszane recenzje od krytyków, którzy najczęściej chwalili aktorstwo Matta Smitha i Jamesa Cordena.

## Fabuła
Doktor wynajmuje pokój u Craiga Owensa, chcąc zbadać kto wynajmuje pokój na drugim piętrze tego domu. W tym czasie Amy jest w TARDIS i próbuje wydostać się z otchłani czasu.
Doktor i Craig nie są świadomi że na drugim piętrze coś wzywa ludzi, pod pretekstem pomocy, by tam wchodzili, lecz nigdy stamtąd nie powracają. Szumy prowadzone z drugiego piętra powodują zakłócenia w TARDIS-ie.
W ciągu dwóch dni Doktor przystosowuje się do życia ludzkiego, m.in. poprzez granie w lokalnym klubie piłkarskim czy zastępowanie Craiga w pracy. Doktor namawia również dobrą przyjaciółkę Craiga, Sophie do spełnienia swojego marzenia, jakim jest wyjechanie za granicę, by tam pracować móc ze zwierzętami. Craig ze złości i zazdrości otwiera pokój Doktora, gdzie znajduje dziwne maszyny. Gdy Doktor wraca z pracy, uświadamia sobie że musi wyjawić swoją historię i rację bytu w jego mieszkaniu.
W tym czasie, gdy Sophie chce wejść do mieszkania Craiga, mała dziewczynka zachęca ją by weszła na drugie piętro. Gdy Doktor i Craig dowiadują się od Amy, że budynek ten nigdy nie miał drugiego piętra oraz że Sophie tam weszła, postanawiają tam wejść. Wewnątrz znajduje się obcy statek. Program jaki obsługuje ten statek wzywał ludzi by wchodzili do niego by ocenić czy nadają się na ewentualnych pilotów. Tak samo dzieje się w przypadku Doktora, który dotykając półkuli może doprowadzić do eksplozji statku. W tym przypadku protokołom statku może przeciwdziałać jedynie wyznanie Craiga dotyczącego miłości jego do Sophie. Craig ta robi i całuje ją. Po wyjściu, drugie piętro wraz ze statkiem znika.
Doktor opuszcza Craiga i Sophie, a oni dziękują mu oraz dają mu zapasowe klucze. W tym samym czasie Amy w TARDIS znajduje pierścionek zaręczynowy.

### Nawiązania do innych historii
- Na lodówce Craiga można zauważyć pocztówki reklamujące wystawę Vincenta van Gogha w paryskim Musée d’Orsay. W poprzednim odcinku Doktor i Amy wraz z samym Van Goghem odwiedzili to miejsce[6][12].
- W tym odcinku, jak w większości odcinków serii piątej, można dostrzec pęknięcie. Jest ono pokazane pod koniec odcinka za lodówką Craiga.
- Pod koniec odcinka Amy znajduje pierścionek zaręczynowy. Amy zostawiła go na prośbę Rory'ego na pokładzie Tardis, by go nie zgubić.
- Pokój kontrolny statku kosmicznego zostaje ponownie pokazany w historii Niemożliwy astronauta / Lądowanie na księżycu. Wówczas należy on do Zakonu Ciszy[13].
- James Corden w roli Craiga Owensa oraz Daisy Haggard w roli Sophie powracają w serii szóstej w odcinku Godzina zamknięcia. Odcinek ten również napisał Gareth Roberts[14][15].

## Transmisja
Pierwsza transmisja odcinka „Lokator” miała miejsce na brytyjskim kanale BBC One oraz BBC HD 12 czerwca 2010 roku o godz. 18:45 czasu brytyjskiego. Według początkowych wyników odcinek obejrzało 4,6 mln widzów. Oficjalny wynik oglądalności wynosił 6,44 miliona widzów. Mimo że odcinek był drugim najchętniej oglądanym programem na BBC One w tym dniu, to i tak był to najsłabszy wynik w całej piątej serii. W Stanach Zjednoczonych premiera odcinka miała miejsce na kanale BBC America 10 lipca 2010 roku, natomiast w Polsce na kanale BBC Entertainment 16 września 2011 roku.

## Wydanie na DVD i Blu-ray
Odcinek Lokator został wydany na DVD i Blu-raya wraz z odcinkami Vincent i Doktor, Otwarcie Pandoriki oraz Wielki wybuch jako czwarta część serii piątej 6 września 2010 roku w Regionie 2 oraz 7 października 2010 roku w Regionie 4.
Odcinek został również wydany wraz z całą serią piątą. Premiera miała miejsce 8 listopada 2010 roku w Regionie 2, 9 listopada 2010 roku w Regionie 1 oraz 2 grudnia 2010 roku w Regionie 4.

## Ocena krytyków
Odcinek dostawał głównie dobre lub mieszane recenzje od krytyków. Gavin Fuller, piszący dla The Daily Telegraph opisał odcinek jako „radosny”, „bardzo przyjemny” oraz „często zabawny”. Pochwalił on m.in. wspólne aktorstwo Cordena i Haggard, a także wizerunek Smitha jako Doktora-nie do końca człowieka. Wyraził jednak pewne rozczarowanie że nie wszystko zostało do końca wyjaśnione. Dan Martin z The Guardian opisał odcinek jako „jeden z najsilniejszych odcinków roku”. Pochwalił również aktorstwo Smitha oraz Cordena, ale nie mógł zrozumieć dlaczego Doktor nie użył imienia „John Smith”, kiedy udawał człowieka.
Patrick Mulkern z Radio Times również pochwalił aktorstwo Smitha oraz Cordena, ale powiedział oglądając odcinek nie czuł jakiegokolwiek zagrożenia i wolałby gdyby było więcej żartów by móc „głośno się śmiać” niż „zwykłe humorystyczne żarty”. Recenzent portalu IGN, Matt Wales ocenił odcinek jako 7 na 10 i opisał go jako jeden z odcinków „miękkich pod względem fabuły”, ale powiedział, że to „przyjemna przygoda”. Nazwał Smitha „absolutną radością podczas oglądania” i powiedział, że Corden i Haggard „wspaniale się spisali”. Skrytykował jednak „bardziej tradycyjne elementy” takie jak zagrożenie od obcych, które opisał jako „pozbawione niemal wszystkich napięć”, a także sporadyczne występy Amy, które wydają się „wyjęte z reszty historii”. Całość opisał jako „załamaną w niezrozumiałym bałaganie”.
Russell Lewin z magazynu SFX dał trzy i pół gwiazdki z pięciu. Uzasadnił swoją ocenę tym że był „pełen dowcipnych dialogów” oraz był „miłym przekierowaniem przed finałem”. Keith Phipps z A.V. Club dał odcinkowi ocenę A-, mówiąc że to „zabawna wycieczka”, która pozwoliła Smithowi jako Doktor, odkryć głębie komiksu.